# 白鷹大橋
白鷹大橋（しらたかおおはし）は、山形県西置賜郡白鷹町にある最上川に架かる山形県道11号長井白鷹線の橋。旧橋の荒砥橋（あらとばし）についても記す。

## 概要
白鷹町の荒砥と鮎貝地域を結んでいる。

### 諸元
- 路線名 - 主要地方道長井白鷹線
- 形式 - 鋼7径間連続非合成少数鈑桁橋
- 橋長 - 323.3 m
- 幅員
  - 総幅員 - 16.800 m
  - 有効幅員 - 16.000 m
  - 車道 - 9.000 m（2車線）
  - 歩道 - 両側3.5000 m
- 床版 - プレキャストPC床版
- 施工 - JFEエンジニアリング

## 歴史
1886年（明治19年）、下長井橋として整備された。水害による度重なる決壊があり、明治時代から大正にかけては株券を発行して得た資金で橋を架け替えていたという。先代の荒砥橋は1957年（昭和32年）に完成し、橋の傍には自転車、歩行者用の橋も併設されている。
2016年（平成28年）1月7日、主要地方道長井白鷹線『荒砥橋』架替事業として新荒砥橋架け替えの工事が着工した。橋を含めた計画延長1,040メートル (m) の工事であり、橋長は323.3 mとなる見通し。新橋架け替えの背景に60年を経過し橋が老朽橋となったこと、幅員の狭さから大型車同士のすれ違いが困難で発生する渋滞、冬期間の積雪で幅員が狭くなり、除雪時は片側交互通行を余儀なくされることが挙げられている。
2020年（令和2年）12月6日、荒砥橋の架け替えにあたる白鷹大橋が開通した。開通式では白鷹山亨将による地固めが行われた。